# Segnale d'amore
Segnale d'amore (The Love Light) è un film muto del 1921 scritto e diretto da Frances Marion qui al suo debutto nella regia. Fu uno dei pochi film firmati come regista dalla famosa sceneggiatrice, grande amica di Mary Pickford, protagonista e produttrice del film. Altri interpreti furono Eelyn Dumo, Raymond Bloomer, Fred Thomson, Albert Prisco, Georges Regas, Eddie Phillips, Jean De Briac.
Il film viene citato nel documentario The Silent Feminists: America's First Women Directors del 1993.

## Trama
Angela lavora in un faro. Si innamora di un marinaio americano che poi scoprirà con raccapriccio essere una spia tedesca. Combattuta tra l'amore e il patriottismo, Angela non tradisce la patria. L'uomo muore e lei diventa pazza. Solo il ritorno del fidanzato, che era andato al fronte ed ora è ritornato a casa cieco, le fa riacquistare la ragione, dandole uno scopo nella vita.

## Produzione
L'idea della storia sarebbe venuta a Frances Marion e a Mary Pickford mentre le due - grandi amiche - si trovavano insieme in vacanza in Europa dove la Pickford selezionò per il film un cast di attori per lo più sconosciuti. L'attrice volle che tutti gli interpreti parlassero italiano perché (anche se si trattava di un film muto) ciò avrebbe contribuito all'espressività della loro recitazione. Pur se la storia era stata pensata per un set italiano, tutto il cast, per le riprese, fu trasferito a Hollywood.
Il film fu prodotto dalla Mary Pickford Company nel 1920. Venne girato in California, a Monterey e a Point Lobos, nella Point Lobos State Reserve.

## Distribuzione
Il copyright del film, richiesto dalla Mary Pickford Productions, fu registrato il 12 gennaio 1921 con il numero LP16037.

Distribuito dalla United Artists, il film uscì nelle sale cinematografiche statunitensi il 9 gennaio 1921. Incassò nei soli Stati Uniti 690.965 dollari. Copie della pellicola sono conservate negli archivi dell'UCLA Film and Television Archive e in quelli della Mary Pickford Institute for Film Education film collection.
Il film è stato distribuito in DVD dalla Milestone, che ne ha fatto uscire la versione digitalizzata il 28 agosto 2001 in NTSC.